# أليماو (لاعب كرة قدم مواليد 1990)
أليماو (بالبرتغالية: Jucimar José Teixeira) هو لاعب كرة قدم برازيلي في مركز الدفاع، ولد في 20 مايو 1990 في Oliveira dos Brejinhos ‏ في البرازيل. لعب مع ناسيونال ساو باولو.

## وصلات خارجية
- أليماو (لاعب كرة قدم مواليد 1990) على موقع Soccerway.com (الإنجليزية)